# Violette Leduc
Pour les articles homonymes, voir Violette (homonymie) et Leduc.
Violette Leduc est une romancière française, née le 8 avril 1907 à Arras (Pas-de-Calais) et morte le 28 mai 1972 à Faucon (Vaucluse).
Elle est l'auteure d'une œuvre audacieuse, essentiellement autobiographique, qui transgresse les codes culturels pour mettre en avant différents types de marginalités tant sexuelles qu'affective, si bien que ses ouvrages ont souvent choqué et heurté le public.
Quoique n'appartenant pas, de par ses origines et sa formation, au sérail littéraire[évasif], elle est cependant reconnue par plusieurs des meilleurs auteurs de son temps, tels Camus, Genet, Jouhandeau, Sartre et elle a bénéficié du soutien marqué de Simone de Beauvoir. Dans une préface à La Bâtarde, celle-ci écrit « Une femme descend au plus secret de soi, et elle raconte avec une sincérité intrépide, comme s'il n'y avait personne pour l'écouter ».

## Biographie

### Enfance et formation
Violette Leduc est née à Arras le 8 avril 1907 (déclarée le 9), fille illégitime de Berthe Leduc et d'André Debaralle, un « fils de famille » de la haute bourgeoisie de Valenciennes, mais qui refuse de reconnaître l'enfant. Dès son enfance, elle est marquée par la honte de sa naissance.
Violette est interne au collège de Valenciennes, puis dans celui de Douai où elle fait la connaissance d'Isabelle P. avec qui elle a une relation d'amour passionnée. Violette Leduc connaît également, à cette époque, ses premières passions littéraires : les classiques russes, puis Cocteau, Duhamel, Gide, Proust et Rimbaud. En 1925, Denise Hertgès (Cécile dans Ravages et Hermine dans La Bâtarde), surveillante au collège de Douai et fine musicienne, devient son amante. Leur relation est découverte. Le scandale éclate et les deux jeunes femmes sont renvoyées de l'établissement.
En 1926, Violette Leduc accompagne sa mère et son beau-père à Paris et poursuit ses études secondaires au lycée Racine. Elle rate son baccalauréat et décide d'abandonner ses études et de gagner sa vie. Elle et Denise vivent ensemble pendant neuf ans dans des hôtels meublés de la banlieue parisienne. Elle devient échotière chez Plon, où elle rencontre de nombreux écrivains. Après avoir été quittée par Denise, elle entre en 1936 chez Synops comme scénariste, où elle rencontre en mai 1938 Maurice Sachs, écrivain aventurier homosexuel, futur auteur du Sabbat, dont elle tombe éperdument amoureuse. En 1939, elle est secrétaire pour la Nouvelle Revue Critique, maison d'édition dirigée par les frères Keller, où elle restera moins d'un an, jusqu'à la déclaration de la guerre.

### Une écrivaine pour écrivains
Elle épouse en 1939 Jacques Mercier, un ancien ami, photographe de mariages et peintre à ses heures, mais le couple, installé au 20, rue Paul-Bert (11e arrondissement de Paris), se sépare au bout d'un an. Violette Leduc se fait avorter à cinq mois et demi de grossesse et frôle la mort. Cette expérience dramatique est longuement décrite dans Ravages. En 1940, recommandée par Sachs, elle collabore à la revue Pour Elle et au quotidien Paris-Soir. En 1942, elle s'installe pendant trois mois dans un village de Normandie, Anceins, près de L'Aigle, et sur l'injonction de Maurice Sachs, qu'elle aime d'un amour impossible, commence à écrire ses souvenirs d'enfance, L'Asphyxie, avec son célèbre incipit — « Ma mère ne m'a jamais donné la main » — qui déclenchera tout le reste[Quoi ?]. Elle survit grâce à ses petits trafics de marché noir. En 1944, elle découvre L'Invitée de Simone de Beauvoir. La tendance lesbienne de son autrice fait écho à ses préoccupations, et en février 1945, par l'entremise de deux amies, elle lui est présentée. Beauvoir accepte de lire le manuscrit de L'Asphyxie, et d'emblée reconnaît son talent. Dès lors, elle suivra son travail et la soutiendra jusqu'à la fin. C'est ainsi que des extraits du manuscrit paraitront dans Les Temps modernes, avant que L'Asphyxie ne sorte, en mai 1946, chez Gallimard dans la collection « Espoir » dirigée par Camus. Le livre ne connaît aucun succès, mais son autrice gagne l'estime de Jean Cocteau, Jean Genet, Marcel Jouhandeau, Nathalie Sarraute et Jean-Paul Sartre.
Éprise de Simone de Beauvoir, elle entame la rédaction de L'Affamée, poème en prose, journal onirique d'une amoureuse, consacré à sa passion pour le « Castor » (le surnom de Beauvoir), nommée « Elle » tout au long des pages. Violette Leduc se lie également d'amitié avec Colette Audry et surtout Nathalie Sarraute. En septembre 1947, grâce à Genet qu'elle admire, elle rencontre Jacques Guérin, bâtard comme elle, riche industriel (il dirige les parfums d'Orsay), collectionneur de livres rares, de manuscrits, d'œuvres d'art, ami d'artistes et d'écrivains. Elle s'éprend de cet homme qui ne peut répondre à ses élans : comme Sachs, Guérin est homosexuel. Il admire l'œuvre de Violette Leduc et lui apportera son fidèle soutien pendant les dix-sept années de leur amitié. En 1948, il fait publier à ses frais, chez Jean-Jacques Pauvert (Éditions du Palimugre), une édition de luxe de L'Affamée qui sort la même année chez Gallimard. Elle commence la rédaction de Ravages, son premier roman. En 1949, Sartre et Beauvoir lui versent une petite pension par l'intermédiaire des Éditions Gallimard afin de ménager la sensibilité de leur obligée. En 1954, Beauvoir assumera seule cette charge, grâce au prix Goncourt obtenu pour Les Mandarins.
Cette même année, Violette Leduc est victime de la censure éditoriale : Gallimard supprime les cent cinquante premières pages de son roman Ravages. L'autrice y décrivait dans un style imagé, mais aussi avec une exactitude d'entomologiste, les ébats passionnés de deux collégiennes, Thérèse et Isabelle. En 1955, Ravages paraît, amputé donc de son début. Mais Jacques Guérin publie un tirage très restreint (28 exemplaires) de cette partie censurée par l'éditeur. Ce texte paraîtra finalement en 1966 chez Gallimard sous le titre de Thérèse et Isabelle, mais toujours dans une version incomplète, et il faudra attendre 2000 pour que Gallimard le publie dans son intégralité.

### Le succès
En 1956, elle séjourne six mois dans une clinique de Versailles pour soigner ses tendances paranoïaques puis, en 1957 six mois dans une maison de repos, « La Vallée-aux-Loups » à Châtenay-Malabry.
En 1961, grâce à une amie écrivaine, Thérèse Plantier, elle découvre le village de Faucon, dans le Vaucluse, et s'y réfugie pour continuer la rédaction de La Bâtarde, une autobiographie romanesque commencée en 1958, et qui paraît en 1964, accompagnée d'une longue et dithyrambique préface de Simone de Beauvoir. Le succès est immédiat, le livre est vendu à 170 000 exemplaires. Il est pressenti pour le prix Goncourt. Violette Leduc a 57 ans au moment de son succès littéraire. Pour lui donner une totale indépendance, Beauvoir exige le remboursement des sommes qu'elle lui versait depuis 1949. Cette décision a pour but de mettre Violette sur un pied d'égalité et de lui permettre de se libérer ainsi de ses complexes d'infériorité.
Elle continue à publier et rencontre chaque fois un grand succès d'estime, parfois aussi commercial (Thérèse et Isabelle), et mène, avec parcimonie, une vie quelque peu mondaine. De nombreux journaux lui demandent des articles. Elle s'installe de longs mois dans la maison qu'elle a achetée et fait restaurer à Faucon.

### Les dernières années
En 1970, elle publie La Folie en tête que Simone de Beauvoir a auparavant fortement censuré, tant certains passages lui semblaient emphatiques et impudiques. À l’occasion de la sortie du livre, Violette Leduc est interviewée dans l’émission Vie littéraire de la RTS. Elle évoque ceux qui ont marqué sa vie : Maurice Sachs et Simone de Beauvoir. Elle revient sur les circonstances de la querelle qui l'a brouillée avec Jean Genet.
Violette Leduc a un cancer du sein et décide de s'installer définitivement à Faucon dans sa maison rénovée. Elle continue à écrire malgré l'aggravation de la maladie, et meurt chez elle le 28 mai 1972 en présence d'un ami.
Elle est inhumée au cimetière de Faucon.
Simone de Beauvoir est nommée héritière de ses droits littéraires et publie La Chasse à l'amour en 1973.
Leduc, l'une des pionnières de l'autofiction, a fait de sa vie la matière principale de ses livres. L'apparente simplicité de son style et sa musique particulière leur donnent un ton vrai, personnel et très attachant.
En novembre 2000, Gallimard publie le texte intégral de Thérèse et Isabelle.

## Hommages
- Médiathèque Violette-Leduc, 18 rue Faidherbe, dans le 11e arrondissement de Paris[15].
- Librairie Violette and Co, 52 rue Jean-Pierre-Timbaud, dans le 11e arrondissement de Paris[16].
- Des rues portent son nom à Arras, Valenciennes, Bourg-lès-Valence, Saint-Priest (liste non exhaustive).

## Œuvres
- L'Asphyxie, Gallimard, 1946, 196 p.
- L'Affamée, Gallimard, 1948, 196 p.
- Ravages, Gallimard, 1955, 477 p. Édition augmentée : Paris, Gallimard, 2023, coll. L'Imaginaire. Hors série.
- La Vieille Fille et le Mort suivi de Les Boutons dorés, Gallimard, 1958, 227 p.
- Trésors à prendre, Gallimard, 1960, 320 p.
- La Bâtarde, avec une préface de Simone de Beauvoir, Gallimard, 1964, 462 p.[n 3]
- La Femme au petit renard, Gallimard, 1965, 144 p.
- Thérèse et Isabelle, Gallimard 1966 (première parution en édition de luxe hors commerce, 1955)
- La Folie en tête, Gallimard, 1970, 602 p.
- Le Taxi, Gallimard, 1971, 92 p.

### Publications posthumes
- La Chasse à l'amour, Gallimard 1973, 407 p.
- Thérèse et Isabelle, texte intégral de 1954, notes et postface de Carlo Jansiti, Gallimard, 2000, 138 p.
- Je hais les dormeurs, illustré par Béatrice Cussol, Éditions du Chemin de fer, 2006, 57 p.
- Correspondance 1945-1972, lettres choisies, établies, annotées et préfacées par Carlo Jansiti, Gallimard, 2007, 512 p.
- La Main dans le sac, édition établie par Catherine Viollet, Éditions du Chemin de fer, 2014, 73 p.
- Ravages, éditions Gallimard, collection L’imaginaire, 2023, édition augmentée introduisant les passages supprimés dans l’édition de 1955, 437 p.

### Études
- Alexandre Antolin, "La société se dresse avant que mon livre paraisse". Étude d'un cas de censure éditoriale dans les années 1950 : Ravages de Violette Leduc, thèse de doctorat sous la direction de Florence de Chalonge et Florence Tamagne, Université de Lille, soutenue en 2019.
- Alexandre Antolin, Une censure éditoriale : Ravages de Violette Leduc, Lyon, Presses universitaires de Lyon, 2023, 490 p. (ISBN 978-2-7297-1391-1)
- Mireille Brioude, Violette Leduc : la mise en scène du Je, Amsterdam, Éditions Rodopi, 2000.
- Mireille Brioude, Anaïs Frantz, Alison Péron (dir.), Lire Violette Leduc aujourd'hui, Presses universitaires de Lyon, coll. « Des deux sexes et autres », 2017, 249 p.  (ISBN 978-2-729-70920-4)
- René de Ceccatty, Violette Leduc. Éloge de la bâtarde, Stock, 1994, réédition 2013, 264 p.  (ISBN 978-2-234-04359-6)
- René de Ceccatty, La Sentinelle du rêve, Éditions Michel de Maule, 1988, réédition Points 1997, 304 p.  (ISBN 978-2-020-32682-7)
- (en) Isabelle de Courtivron, Violette Leduc, Twayne Publishers, 1985.
- Anaïs Frantz (dir.), Violette Leduc : genèse d'une œuvre censurée, Presses Sorbonne Nouvelle, 2019. (ISBN 978-2379060236)
- Pierre Girard, Œdipe masqué. Une lecture psychanalytique de L'Affamée de Violette Leduc, Éditions des femmes, 1986, 251 p.  (ISBN 978-2-721-00306-5)
- Colette Trout Hall, Violette Leduc la mal-aimée, Amsterdam, Éditions Rodopi, 2004  (ISBN 978-9-042-00422-1).
- (en) Alex Hughes, Violette Leduc. Mothers, Lovers and Language, Londres, W. S. Maney & Sons, 1994.
- Carlo Jansiti, Violette Leduc, biographie, Grasset, 1999, rééd. 2013, 496 p. (ISBN 978-2-246-81107-7).
- (en) Elizabeth Locey, The Pleasures of the Text. Violette Leduc and Reader Seduction, Rowman & Littlefield, 2002.
- Susan Marson, Le Temps de l'autobiographie. Violette Leduc, Presses universitaires de Vincennes, 1998, 264 p.  (ISBN 978-2-842-92033-3) .
- Paul Renard et Michèle Hecquet (dir.), Violette Leduc, Université Lille III, 1998, 172 p.  (ISBN 978-2-844-67000-7). [lire en ligne (page consultée le 5 mai 2021)]
- Kiev Renaud (dir.), « Violette Leduc, l'affamée », dossier de Contre-jour. Cahiers littéraires, Montréal, 2017.

### Articles et chapitres d'ouvrage
- Alexandre Antolin, « Écrire pour séduire : Les débuts de Violette Leduc », Sens public, 2021, (http://sens-public.org/articles/1545/)
- Isabelle Courtivron, « Violette Leduc : L'enfermée pèlerine », Les Cahiers du GRIF « Recluses vagabondes », no 39,‎ 1988, p. 49-53 (lire en ligne)
- Anaïs Frantz, « Pourquoi lire Thérèse et Isabelle aujourd'hui? », Revue critique de Fixxion contemporaine, 2016. [lire en ligne (page consultée le 5 mai 2021)]
- Carlo Jansiti, « Violette Leduc et Jacques Guérin, la tentation de l'impossible », in Valérie Marin La Meslée, L'Amour fou : 17 Passions extraordinaires, Paris, Éditions Maren Sell , 2006 (ISBN 978-2-350-04020-2).
- Franziska Kutzick, « Pour une écriture de la douleur à l’ère du soupçon. L’Affamée de Violette Leduc », in: Daniel Bengsch, Silke Segler-Meßner, (éds.). Depuis les marges. Les années 1940-1960. Une époque charnière, Berlin, Erich Schmidt Verlag, 2016, p. 241-262.
- Alison Péron, «Thérèse et Isabelle de Violette Leduc et le sujet décentré de Wittig », in Frantz Anaïs (dir.), Dossier « Spectres et rejetons des études féminines et de genres », Sens public, 2011 [lire en ligne (page consultée le 5 mai 2021)].
- Alison Péron, « Poétique du genre et des genres littéraires dans les manuscrits de La Chasse à l’amour » in Constantin Danielle, Viollet Catherine (éds.), Genre, sexes, sexualités. Que disent les manuscrits autobiographiques ?, Mont-Saint-Aignan, Presses Universitaires de Rouen et du Havre, coll. « Genre à lire…et à penser », 2017.
- Alison Péron, « Du théorique au poétique : portraits croisés de Violette Leduc et Monique Wittig » in Natacha Chetcuti-Osorovitz et Nelly Quemener (dir.), Miroir/Miroirs Revue des corps contemporains, No 4, septembre 2015.
- Alison Péron, « Travail des genres, littéraires et sexuels chez Violette Leduc », Dossier « Lectures de La Chasse à l'amour (Violette Leduc) » in Philippe Lejeune (dir.), La Faute à Rousseau, Masculin/Féminin, No 64, octobre 2013.
- Alison Péron, « Au-delà de l’événement, un amour infra-ordinaire dans L’Affamée et Trésors à prendre de Violette Leduc », dans Anaïs Frantz, Sarah-Anaïs Crevier Goulet, Mireille Calle-Gruber (dir.), Fictions des genres, Dijon, Éditions universitaires de Dijon (EUD), coll. « Écritures », 2013, 174 p. (ISBN 978-2-364-41064-0, ISSN 1630-0858), p. 25-37 .

## Filmographie
- 1966 : Qui êtes-vous, Polly Maggoo ? de William Klein. Violette Leduc y joue son propre rôle.
- 2013 : Violette Leduc, la Chasse à l'amour, documentaire d'Esther Hoffenberg, Films du Poisson/Arte France.
- 2013 : Violette de Martin Provost, avec Emmanuelle Devos dans le rôle de Violette Leduc et Sandrine Kiberlain dans celui de Simone de Beauvoir[18].